# Kvaksalver
Kvaksalveri, ofte synonymt med sundhedssvindel, er promoveringen af svigagtig eller uvidende behandlende praksisser. En kvaksalver er en "svigagtig eller uvidende person der påstår at have medicinske evner" eller "en person der påstår, professionelt eller offentligt, at have evner, viden, kvalifikationer eller akkreditiver de ikke har; en charlatan eller slangeoliesælger". På dansk bruges det oftest om en person der driver en eller anden form for lægevirksomhed, uden at have en lægeuddannelse. Begrebet kvaksalver stammer fra det hollandske "kwakzalver" - en gadesælger der solgte salve. I middelalderen betød begrebet kvak at "råbe". Kvaksalvere solgte deres varer på markedet, hvor de råbte med en meget høj stemme.
Almindelige elementer i generelt kvaksalveri inkluderer tvivlsomme diagnoser ved brug af tvivlsomme diagnoseværktøjer, såvel som ikke-testede eller tilbageviste behandlinger, især for seriøse sygdomme såsom cancer. Kvaksalveri er ofte beskrevet som "sundhedssvindel" på grund af den fremtrædende karakteristik med aggressiv promovering.

## Definition
Stephen Barrett fra Quackwatch definerer kvaksalveri som "promoveringen af udokumenterede metoder der mangler videnskabeligt plausibelt rationale" og mere bredt som:
"enhver ting der involverer overpromovering inden for sundhedsområdet." Denne definition vil inkluderer tvivlsomme ideer, såvel som tvivlsomme produkter og services, underordnet hvor oprigtigt personen bag er. På linje med denne definition, vil ordet "svindel" kun blive brugt i de situationer hvor der bevidst vildledelse er involveret.

## Lovbestemmelser i Danmark
Den første danske lov mod kvaksalveri kom i 1794. Den hed Forordning, angaaende Straf for Qvaksalvere, hvilke, under navn af kloge Mænd eller Qvinder, paatage sig at helbrede Sygdomme iblandt Almuen, uagtet de ere aldeles ukyndige i Lægekunsten, og de, ved uretteligen anvendte Medicamenter, ødelægge de ulykkelige Menneskers Sundhed og Førlighed, der ere saa eenfoldige at søge hielp hos dem, og underskaste sig deres Kuur, med videre Forholds-Regler, til at afværge, standse og læge smitsomme og andre Sygdomme.
Frem til 2007 fremgik bestemmelserne vedr. kvaksalveri af lægelovens kapitel 6 og var i summarisk form følgende:
- § 23: En person, som ikke har autorisation som læge, må ikke betegne sig som læge, eller på anden måde vække forestilling om at være autoriseret som læge.
- § 24: En person, som ikke er autoriseret som læge, kan straffes, hvis vedkommende tager syge i kur, og derved udsætter den syge for påviselig fare.
- § 25 stk. 1: En person, som ikke har autorisation som læge, må ikke give sig af med at behandle kønssygdomme, tuberkulose og andre smitsomme sygdomme.
- § 25 stk. 2: En person, som ikke har autorisation som læge, må ikke foretage operative indgreb, anvende fuld eller lokal bedøvelse, yde fødselshjælp, anvende receptpligtige lægemidler, anvende røntgen- eller radiumbehandling eller visse elektriske apparater efter sundhedsministerens bestemmelse.
- § 26: En person, som ikke har autorisation som læge, og som ikke har dansk indfødsret eller indfødsret i et land tilhørende EU, og som ikke har opholdt sig her i landet i mindst 10 år, må ikke tage syge i kur, ligesom en person, som ikke har autorisation som læge, heller ikke må tage syge i kur under omrejsen.
- § 27: Straffebestemmelser.

Siden 2007, da autorisationsloven erstattede lægeloven, har begrebet "kvaksalver" ikke været et juridisk begreb i Danmark.